# Slammiversary (2015)
Slammiversary 2015 fue un pago por visión producido por Total Nonstop Action Wrestling. Tuvo lugar el 28 de junio de 2015 en el Impact Zone en Orlando, Florida. Es el undécimo evento en la cronología de Slammiversary y primer evento pago por visión de TNA en el 2015.

## Resultados
- Tigre Uno derrotó a Manik y DJ Z en un Elimination Match y retuvo el Campeonato de la División X de la TNA.
  - Tigre Uno cubrió a DJ Z después de un «Split-legged Corkscrew Senton».
  - Tigre Uno cubrió a Manik después de un «Split-legged Corkscrew Senton».
- Robbie E derrotó a Jessie Godderz.
  - Robbie E cubrió a Godderz después de un «Reverse DDT».
- Bram derrotó a Matt Morgan en un Street Fight.
  - Bram cubrió a Morgan después de un «The Brighter Side of Suffering».
- Austin Aries derrotó a Davey Richards.
  - Aries cubrió a Richards después de un "Roll-up".
  - Durante la lucha, Bobby Roode interfirió a favor de Aries.
  - Como consecuencia, Aries tuvo el derecho de elegir la estipulación de la lucha entre The Wolves (Richards & Eddie Edwards) y Dirty Heels (Aries & Roode) por el Campeonato Mundial en Parejas de la TNA en Bell to Bell.
- Brooke Tessmacher & Awesome Kong derrotaron a The Dollhouse (Taryn Terrell, Jade & Marti Bell).
  - Brooke cubrió a Jade después de un «Butterface Maker».
- James Storm derrotó a Magnus en un Non-sanctioned Match.
  - Storm cubrió a Magnus después de golpearlo con una botella de cerveza en la cabeza.
- Ethan Carter III & Tyrus derrotaron a Lashley & Mr. Anderson.
  - Carter cubrió a Lashley después de un «One Percenter».
- Jeff Jarrett (con Karen Jarrett) derrotó a Bobby Roode, Matt Hardy, Drew Galloway y Eric Young en un King of the Mountain Match y ganó el Campeonato King of the Mountain de la TNA.
  - Roode se clasificó después de cubrir a Jarrett con un «Schoolboy».
  - Young se clasificó después de cubrir a Jarrett después de un «DDT» sobre el suelo.
  - Hardy se clasificó después de cubrir a Roode después de un «Twist of Fate».
  - Galloway se clasificó después de cubrir a Young con un «Jackknife Pin».
  - Jarrett se clasificó después de cubrir a Roode después de golpearlo con una guitarra en la cabeza.
  - Jarrett ganó tras colgar el título.
  - Después de la lucha, Jeff Jarrett y toda su familia celebraron.
  - Esta fue la primera lucha de Jarrett en TNA desde 2011.

- Datos: Q19847304